# Lindmania tillandsioides
Lindmania tillandsioides är en gräsväxtart som beskrevs av Lyman Bradford Smith. Lindmania tillandsioides ingår i släktet Lindmania och familjen Bromeliaceae. Inga underarter finns listade i Catalogue of Life.